# Thomas Gomez
Thomas Gomez (ur. 10 lipca 1905, zm. 18 czerwca 1971) – amerykański aktor filmowy i telewizyjny.

## Filmografia
seriale
- 1950-57: Robert Montgomery Presents jako Pancho (w jednym odcinku)
- 1954–58: Climax! jako Torres (w jednym odcinku)
- 1961-66: Koń, który mówi jako pan Vernon (w jednym odcinku)
- 1964-72: Ożeniłem się z czarownicą jako Raul Garcia (w jednym odcinku)
- 1968-70: It Takes a Thief jako Bottirelli (w dwóch odcinkach)

film
- 1942: Arabian Nights jako Hakim
- 1943: White Savage jako Sam Miller
- 1944: Tajemnicza dama jako inspektor Burgess
- 1947: Szpada Kastylii jako Ojciec Bartolome Romero
- 1947: Ride the Pink Horse jako Pancho
- 1949: Przyjdź do stajni jako Luigi Rossi
- 1956: Zdobywca jako Wang-chan
- 1961: Lato i dym jako Papa Zacharias
- 1970: W podziemiach Planety Małp jako minister

## Nagrody i nominacje
Za drugoplanową rolę Pancho w filmie Ride the Pink Horse został nominowany do Oscara.